# St. Regis Falls (Nueva York)
St Regis Falls es un lugar designado por el censo (en inglés, census-designated place, CDP) ubicado en el municipio de Waverly, en el condado de Franklin, estado de Nueva York, Estados Unidos. Según el censo de 2020, tiene una población de 432 habitantes.
Está ubicado en el extremo norte del municipio de Waverly, a lo largo del lado norte del río St. Regis, un afluente del río St. Lawrence.

## Geografía
La localidad está ubicada en las coordenadas 44°40′35″N 74°31′51″O / 44.67639, -74.53083 (44.676385, -74.530951).